# Chiesa di Cristo Re (Valpiana)
La chiesa di Cristo Re è un edificio sacro situato a Valpiana, nel comune di Massa Marittima (GR).
Fu fondata nei primi anni del XVIII secolo, al tempo di Cosimo III, col titolo della Santissima Annunziata.
È da notare la facciata, di forme barocche con finestra ovoidale e campaniletto a volute, entrambi intonacati recentemente.